# Eparchia złatoustowska
Eparchia złatoustowska – jedna z eparchii Rosyjskiego Kościoła Prawosławnego, z siedzibą w Złatouście. Wchodzi w skład metropolii czelabińskiej.
Utworzona postanowieniem Świętego Synodu 27 grudnia 2016, poprzez wydzielenie z eparchii czelabińskiej.
Pierwszym ordynariuszem administratury został biskup złatoustowski i satkiński Wincenty (Brylejew).

## Dekanaty
W skład eparchii wchodzi 5 dekanatów: aszyński, kataw-iwanowski, kusiński, satkiński i złatoustowski.

## Biskupi złatoustowscy
- Wincenty (Brylejew), 2016[1]-2023[3]
- Piotr (Dmitrijew), od 2023[3]